# Diane Warren
Pour les articles homonymes, voir Warren.
Diane Warren, née le 7 septembre 1956 à Van Nuys, en Californie, est une auteure-compositrice américaine. Elle est  surnommée la « Reine de la ballade » et la « Reine des bandes originales de films ».
Elle est l'autrice de plusieurs grand succès internationaux tels que Because You Loved Me pour Céline Dion (pour le film Personnel et confidentiel en 1996), Un-Break My Heart de Toni Braxton (1996), I Don't Want to Miss a Thing pour Aerosmith (pour le film  Armageddon en 1998), Can't Fight The Moonlight pour LeAnn Rimes (pour le film  Coyote Girls en 2000), There You'll Be de Faith Hill (pour le film Pearl Harbor en 2001), I Belong To Me de Jessica Simpson (2006), Til It Happens to You de Lady Gaga (2015) ou encore Io sì (Seen) chanté par Laura Pausini (pour le film La Vie devant soi en 2020).
Elle a remporté un Grammy Award, un Emmy Award, deux Golden Globe Awards, trois Billboard Music Awards consécutifs en tant qu'auteur de chansons de l'année. Elle cumule également seize nominations à l'Oscar de la meilleure chanson originale,,,,,,,,,.

## Chansons écrites par Diane Warren
Liste non exhaustive
- Aaliyah : The One I Gave My Heart To
- Ace of Base : Don't Turn Around (reprise de Tina Turner)
- Aerosmith : I Don't Want to Miss a Thing, Devil's Got a New Disguise (coécrit avec Steven Tyler & Joe Perry), We All Fall Down
- Alice Cooper : Bed of Nails (coécrit avec Alice Cooper & Desmond Child)
- All-4-One : I Turn to You (bande originale du film Space Jam)
- Anastacia : Late Last Night
- Apocalyptica : Not Strong Enough
- Aretha Franklin : Through the Storm (coécrit avec Albert Hammond) (en duo avec Elton John)
- Aretha Franklin : It Isn't, It Wasn't, It Ain't Never Gonna Be (coécrit avec Albert Hammond) (en duo avec Whitney Houston)
- Aswad : Don't Turn Around (reprise de Tina Turner)
- Bad English : When I See You Smile
- Beyoncé : I Was Here
- Britney Spears : When Your Eyes Say It
- Céline Dion : Because You Loved Me (bande originale du film Personnel et confidentiel)
- Céline Dion : I Love You Goodbye
- Céline Dion : I Want You to Need Me
- Céline Dion : Love Can Move Mountains
- Céline Dion : Next Plane Out
- Céline Dion : Nothing Broken But My Heart
- Céline Dion : Superwoman
- Céline Dion : These Are the Special Times (reprise plus tard par Christina Aguilera)
- Céline Dion : Unfinished Song
- Céline Dion : Water from the Moon
- Charice : Note to God
- Ciara : Got You
- Clive Griffin : I Count the Minutes
- Clive Griffin : Commitment of the Heart
- Clive Griffin : We Don't Know How to Say Goodbye
- Cyndi Lauper :  Insecurious
- Cher : Emotional Fire
- Cher : If I Could Turn Back Time
- Cher : You Haven't Seen the Last Of Me
- Cher : " Takin' back my heart "
- Chimène Badi : Tellement Beau / Would I Know
- Christina Aguilera : I Turn to You (reprise de All-4-One)
- Christina Aguilera : Por Siempre Tu (version espagnole de I Turn to You coécrit avec Rudy Perez)
- Christina Aguilera :  These Are the Special Times (interprétée avant par Céline Dion)
- Chrissy Metz : I'm stading with you (bande originale du film Breakthrough)
- Elsa & Glenn Medeiros :  Un roman d'amitié  Adaptation de  Love always finds a reason  / Polygram
- Jade Ewen : It's My Time (coécrit avec Andrew Lloyd Webber pour la Concours Eurovision de la chanson 2009)
- Jessica Simpson : Sweetest Sin
- Jessica Simpson : I Belong to Me
- Joan Jett : Desire (coécrit avec Joan Jett & B.Laguna)
- Joss Stone : Bruised But Not Broken
- Justin Bieber :  Born to Be Somebody
- Keyshia Cole : Better Me
- Kiss : Nothing Can Keep Me from You
- Kiss :  Turn on the Night (coécrit avec Paul Stanley)
- Kylie Minogue : Rhythm of the Night
- Laura Branigan : Satisfaction
- Lady GaGa : Till It Happens to You (coécrit avec Lady Gaga)
- Laura Pausini : Lo Si
- LeAnn Rimes : How Do I Live
- LeAnn Rimes : Can't Fight the Moonlight (bande originale du film Coyote Girls)
- LeAnn Rimes : But I Do Love You (bande originale du film Coyote Girls)
- LeAnn Rimes : The Right Kind of Wrong (bande originale du film Coyote Girls)
- LeAnn Rimes : Please Remember (bande originale du film Coyote Girls)
- LeAnn Rimes : We Can (bande originale du film La blonde contre-attaque)
- Mandy Moore : From Loving You
- Mariah Carey : Can't Take That Away (Mariah's Theme)
- Mariah Carey : After Tonight
- Mariah Carey : There for Me (coécrit avec Mariah Carey)
- Native : "Dans ce monde à part" (Adaptation de "Takin' back my heart" par Cher) / Bmg
- Nicole Scherzinger : Until U Love You
- Olivia Newton-John : Deeper Than a River
- Paula Deanda : Overloaded
- Paloma Faith : Only Love Can Hurt Like This
- Patricia Kaas : Quand j'ai peur de tout (version anglaise par le groupe Sugababes)
- Rihanna : Music of the Sun
- Ringo Starr :  In a Heartbeat
- Shontelle : Stuck with Each Other (feat. Akon) (bande originale du film Confessions d'une accro du shopping)
- Samantha Mumba : Don't Need You To (Tell Me I'M Pretty) (bande originale du film La Revanche d'une blonde)
- Sugababes : Too Lost in You (version française par Patricia Kaas)
- The 411 : What If It Was You
- Tina Turner : Don't Turn Around (coécrit avec Albert Hammond)
- The Jackson Five : Private Affair
- Toni Braxton : Un-Break My Heart
- Toni Braxton : Spanish Guitar
- Toni Braxton : I'M Still Breathing
- Vixen : t Wouldn't Be Love
- Whitney Houston : Could I Have This Kiss Forever (en duo avec Enrique Iglesias)
- Whitney Houston : I Blow Out
- Whitney Houston : I Didn't Know My Own Strength
- Whitney Houston : I Learn from the Best

## Distinctions

### Récompenses
- Golden Globes 2011[11] : You Haven't Seen the Last of Me écrite par Diane Warren et interprétée par Cher dans Burlesque
- Prix Polar Music en 2020[12]
- Oscar d'honneur en 2022

### Nominations
- Oscars 1988 : Meilleure chanson originale pour Nothing's Gonna Stop Us Now dans Mannequin – Paroles et musique coécrites avec Albert Hammond
- Oscars 1997 : Meilleure chanson originale pour Because You Loved Me dans Personnel et confidentiel (Up Close and Personal)
- Oscars 1999 : Meilleure chanson originale pour I Don't Want to Miss a Thing dans Armageddon
- Oscars 2000 : Meilleure chanson originale pour Music of My Heart dans La Musique de mon cœur (Music of the Heart)
- Oscars 2002 : Meilleure chanson originale pour There You'll Be dans Pearl Harbor
- Oscars 2015 : Meilleure chanson originale pour Grateful dans Beyond the Lights
- Oscars 2016 : Meilleure chanson originale pour Til It Happens To You dans The Hunting Ground (en) – Paroles et musique coécrites
- Oscars 2018 : Meilleure chanson originale pour Stand Up For Something dans Marshall
- Oscars 2019 : Meilleure chanson originale pour I'll Fight dans RBG
- Oscars 2020 : Meilleure chanson originale pour I'm Standing With You dans Breakthrough
- Oscars 2021 : Meilleure chanson originale pour Io sì (Seen) dans La Vie devant soi (La Vita Davanti a Se)
- Oscars 2022 : Meilleure chanson originale pour Somehow You Do dans Four Good Days
- Oscars 2023 : Meilleure chanson originale pour Applause dans Tell It Like a Woman
- Oscars 2024 : Meilleure chanson originale pour The Fire Inside dans Flamin' Hot.
- Oscars 2025 : Meilleure chanson originale pour The Journey dans Messagères de guerre (The Six Triple Eight).